# Cardonald (stacja kolejowa)
Cardonald (ang: Cardonald railway station) – stacja kolejowa w Cardonald, w Glasgow, w Szkocji, w Wielkiej Brytanii. Stacja jest zarządzana przez First ScotRail i znajduje się na Inverclyde Line.

## Historia
Stacja została otwarta 1 lipca 1843 jako Moss Road, a zamknięta w 1845 roku. Stacja została ponownie otwarta i przemianowana na Cardonald w dniu 1 października 1879 roku.
W dniu 24 marca 2008 roku, kobieta została potrącona przez pociąg na Cardonald. Później zmarła w wyniku poniesionych obrażeń.